# جانفرانکو کلریچی
جانفرانکو کلریچی (ایتالیایی: Gianfranco Clerici؛ تلفظ ایتالیایی: [dʒaɱˈfraŋko ˈklɛ:ritʃi]) فیلم‌نامه‌نویس و تهیه‌کننده فیلم اهل ایتالیا است.
از فیلم‌هایی که وی در آن‌ها نقش داشته است، می‌توان به سایه‌های ناآشنا در اتاقی خالی، شیفته جولیا، پیرنو دوباره می‌تازد، پیرینو در مقابل همه، تارزانا، دختر وحشی، کانیبال هولوکاست، عشق نازی کمپ ۳۷، امانوئل – خشونت علیه زنان چرا؟، راننده‌کامیون‌ها، پسر عقاب سیاه و جوجه‌اردک را آزار نده اشاره نمود.
او یکی از چهار بازیگری بود که پلیس ایتالیا باور داشت در ساخت فیلم ترسناک کانیبال هولوکاست محصول سال ۱۹۸۰ به قتل رسیده‌اند. این فیلم آن‌قدر واقع‌گرایانه بود که بلافاصله پس از انتشار، شایعاتی منتشر شد مبنی بر اینکه کارگردان آن، روجرو دئوداتو به اتهام قتل دستگیر شده است. همچنین شایعاتی مطرح شد که بازیگران قرارداد امضا کرده‌اند تا به مدت یک سال از رسانه‌ها دور بمانند تا این شایعه تقویت شود که فیلم یک فیلم اسناف است؛ اما بعدها با توجه به گفته‌های بازیگران و این حقیقت که برخی اعضای گروه بازیگری همزمان در فیلم‌های دیگری نیز بازی می‌کردند، این شایعه نادرست اعلام شد. بازیگران نیز به عنوان اثبات در یک برنامه تلویزیونی حضور یافتند.